# Eddie Rickenbacker
Edward Vernon Rickenbacker (8. října 1890 Columbus, Ohio – 23. července 1973 Curych, Švýcarsko) byl americké letecké eso první světové války a nositel Medaile cti. S 26 vzdušnými vítězstvími byl nejúspěšnějším americkým pilotem první světové války. Byl také automobilovým závodníkem a designérem, spoluzaložil firmu Rickenbacker Motor Company. Pracoval i jako vládní poradce v oblasti vojenství. Byl průkopníkem dopravního letectví, dlouhá léta působil jako ředitel Eastern Air Lines.

## Vyznamenání
- Medaile cti[1]
- Distinguished Service Cross se stříbrným a bronzovým dubovým listem
- Medaile za zásluhy
- Medaile Vítězství v první světové válce se šesti bronzovými hvězdičkami
- rytíř Řádu čestné legie – Francie
- Croix de guerre 1914–1918 se dvěma bronzovými palmami – Francie[2]

## Sestřely

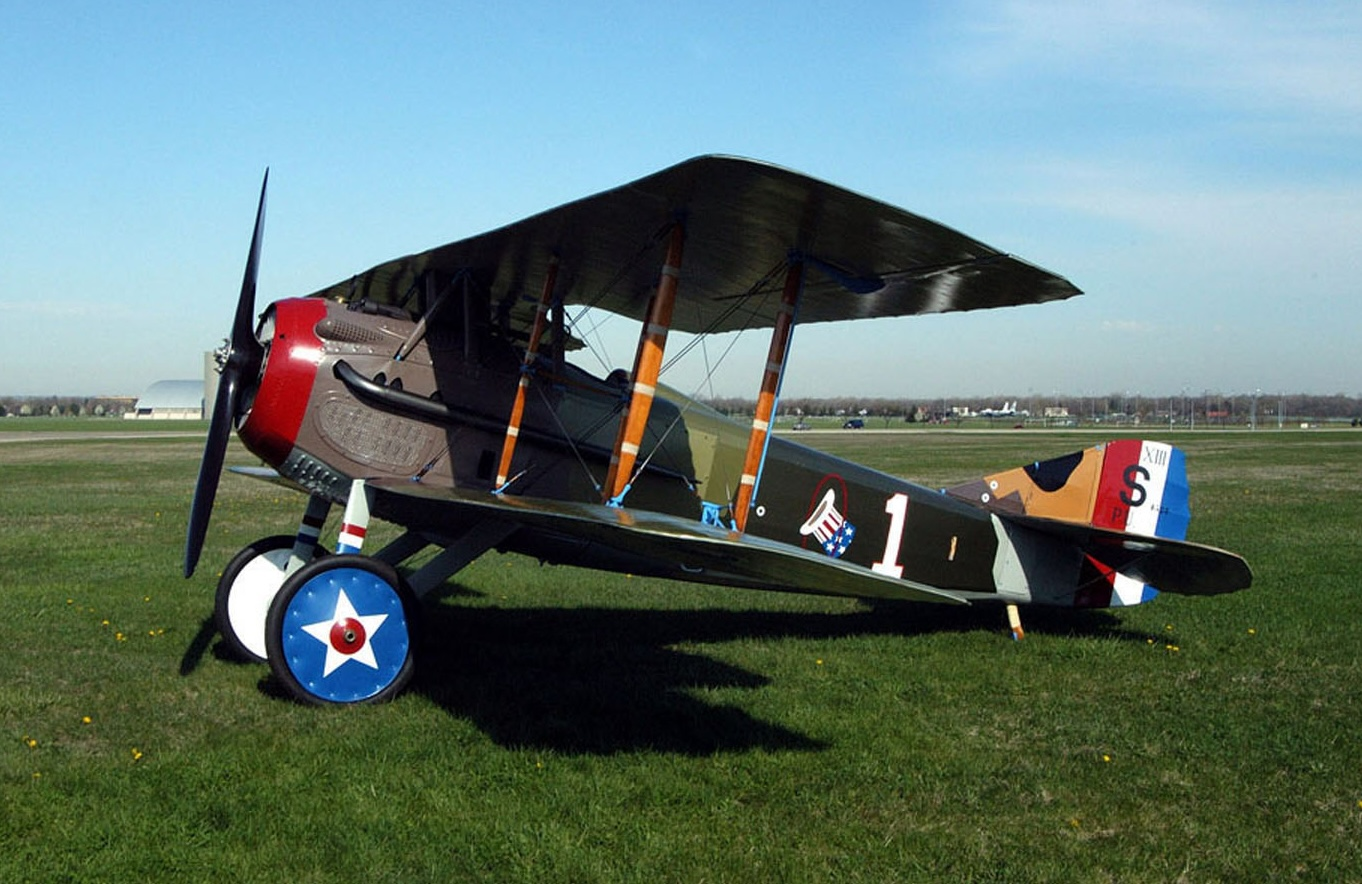
Restaurovaný SPAD XIII Eddieho Rickenbackera

| Pořadí | Datum        | Čas   | Letoun      | Protivník        | Místo              |
| ------ | ------------ | ----- | ----------- | ---------------- | ------------------ |
| 1      | 29. 8. 1918  | 18:10 | Nieuport 28 | Pfalz D.III      | Baussant           |
| 2      | 7. 5. 1918   | 08:05 | Nieuport    | Pfalz D.III      | Pont-à-Mousson     |
| 3      | 17. 5. 1918  | 18:24 | Nieuport    | Albatros D.V     | Ribécourt          |
| 4      | 22. 5. 1918  | 09:12 | Nieuport    | Albatros D.V     | Flirey             |
| 5      | 28. 5. 1918  | 09:25 | Nieuport    | Albatros C.I     | Bois de Rate       |
| 6      | 30. 5. 1918  | 07:38 | Nieuport    | Albatros C.I     | Jaulny             |
| 7      | 14. 9. 1918  | 08:15 | SPAD XIII   | Fokker D.VII     | Villecy            |
| 8      | 15. 9. 1918  | 08:10 | SPAD XIII   | Fokker D.VII     | Bois de Warville   |
| 9      | 25. 9. 1918  | 08:40 | SPAD XIII   | Fokker D.VII     | Billy              |
| 10     | 25. 9. 1918  | 08:50 | SPAD XIII   | Halberstadt C    | Foret de Spincourt |
| 11     | 26. 9. 1918  | 06:00 | SPAD XIII   | Fokker D.VII     | Damvillers         |
| 12     | 28. 9. 1918  | 05:00 | SPAD XIII   | Pozorovací balon | Sivry-sur-Meuse    |
| 13     | 1. 10. 1918  | 19:30 | SPAD XIII   | Balon            | Puzieux            |
| 14     | 2. 10. 1918  | 17:30 | SPAD XIII   | Hannover CL      | Montfaucon         |
| 15     | 2. 10. 1918  | 17:40 | SPAD XIII   | Fokker D.VII     | Vilosnes           |
| 16     | 3. 10. 1918  | 17:07 | SPAD XIII   | Balon            | Dannevoux          |
| 17     | 3. 10. 1918  | 16:40 | SPAD XIII   | Fokker D.VII     | Cléry-le-Grand     |
| 18     | 9. 10. 1918  | 17:52 | SPAD XIII   | Fokker D.VII     | Dun-sur-Meuse      |
| 19     | 10. 10. 1918 | 15:52 | SPAD XIII   | Fokker D.VII     | Cléry-le-Petit     |
| 20     | 10. 10. 1918 | 15:52 | SPAD XIII   | Fokker D.VII     | Cléry-le-Petit     |
| 21     | 22. 10. 1918 | 15:55 | SPAD XIII   | Fokker D.VII     | Cléry-le-Petit     |
| 22     | 23. 10. 1918 | 16:55 | SPAD XIII   | Fokker D.VII     | Grande Carne Ferme |
| 23     | 27. 10. 1918 | 15:05 | SPAD XIII   | Fokker D.VII     | Bois de Money      |
| 24     | 27. 10. 1918 | 14:50 | SPAD XIII   | Fokker D.VII     | Grand Pre          |
| 25     | 27. 10. 1918 | 16:35 | SPAD XIII   | Balon            | St. Juvin          |
| 26     | 30. 10. 1918 | 10:40 | SPAD XIII   | Balon            | Remonville         |